# Obrona Alechina
Obrona Alechina jest debiutem z grupy debiutów półotwartych, powstającym po posunięciach:
1. e4 Sf6

Jest ona nazwana na cześć Aleksandra Alechina, który dwukrotnie użył jej w rozegranym w 1921  turnieju w Budapeszcie. Raz przeciw Andreasowi Steinerowi (wygrana) i ponownie przeciw Friedrichowi Sämischowi (remis). W rzeczywistości była stosowana już w XIX wieku przez rumuńskiego szachistę niemieckiego pochodzenia, Adolfa Albina, twórcę znanego kontrgambitu.
Najczęściej spotykaną kontynuacją jest 2.e5.
Po ruchach 1.e4 Sf6 2.e5 skoczek na ogół ucieka na pole d5 (ruch 2...Sd5), po czym ze strony czarnych następuje ruch 3...d6, dzięki czemu skoczek ma możliwość ewentualnej dalszej ucieczki przez pole b6 na d7, a także "poderwania" białego piona e5. W razie 3.c4 następuje od razu 3...Sb6. 
W encyklopedii otwarć szachowych obrona Alechina oznaczona jest kodami od B02 do B05:
- B02: 1.e4 Sf6
- B03: 1.e4 Sf6 2.e5 Sd5 3.d4 (w tym wariant wymienny oraz atak czterech pionów)
- B04: 1.e4 Sf6 2.e5 Sd5 3.d4 d6 4.Sf3 (wariant nowoczesny bez 4...Gg4)
- B05: 1.e4 Sf6 2.e5 Sd5 3.d4 d6 4.Sf3 Gg4 (wariant nowoczesny z 4...Gg4)

## Wybrana literatura
- Andrew Martin (2001), Alekhine's Defence, Everyman Chess, ISBN 1-85744-253-9
- Walentin Bogdanow (2009), Play the Alekhine, Gambit Publications, ISBN 978-1-906454-15-9